# Cezarjevo zmagoslavje (Mantegna)
Cezarjevo zmagoslavje (tudi Cezarjev triumf) je serija devetih velikih slik, ki jih je italijanski renesančni umetnik Andrea Mantegna ustvaril med letoma 1484 in 1492  za vojvodsko palačo Gonzagov v Mantovi. Prikazujejo zmagovito vojaško parado, s katero slavijo zmago Julija Cezarja v galskih vojnah. Priznane iz časa Mantegne kot njegova največja mojstrovina, ostajajo najbolj popolna slikovna predstavitev Rmskega triumfa, kar so jih kdaj poskusili in skupaj tvorijo največje metrično območje italijanskih renesančnih slik zunaj Italije. Karel I., ki jih je leta 1629 pridobil, so zdaj del kraljevske zbirke v palači Hampton Court blizu Londona, kjer zasedajo posebno galerijo z novim neprekinjenim okvirjem, namenjenim pogledu na njihovo prvotno postavitev, nameščenih v opaže.
Slike, ki so bile prvotno poslikane na krhkem mediju iz jajčne in lepilne tempere na platno, so bile skozi stoletja zaporedno prenavljane in restavrirane in so na številnih območjih poškodovane. Vsako platno meri 2,66 × 2,78 m. Skupno pokrivajo površino več kot 70 m².

## Predmet
Serija prikazuje Cezarja na zmagoviti kočiji, ki se je vračala iz svojih uspešnih kampanj, v povorki rimskih vojakov, zastavonoš, glasbenikov in vojnega plena, vključno z vrsto plena (orožjem, zapletenimi skulpturami in zlatimi vazami), eksotičnimi živalmi in ujetniki. Te slike praznujejo dve največji kampanji Julija Cezarja - njegovo zmago nad Galci in povrnitev Ponta v Mali Aziji. Mantegna so navdihnila pisna poročila o Cezarjevih slavnostnih procesijah po Rimu in rimske starine v vojvodovi zbirki.
Giorgio Vasari jih je opisal takole: »V tej spretno zamišljeni in urejeni zmagovalni procesiji vidimo lepo okrašen voz, človeka, ki žali zmagovalca, sorodnike, duhovnike, žrtveno živino z vsem okrasjem, ujetnike, plen vojakov in razporeditev njihovih čet, slone, trupla sovražnikov, vojaške zmage, mesta in trdnjave, ki jih zastopajo različni vozovi, številne zmagoslavne zastave, raznolike čelade in oklepe, zanimive pričeske, okrasje, posodje in celo kadila ter dišave.«

## Zgodovina
Cezarjevo zmagoslavje je bilo sprva naslikano med letoma 1484 in 1492 [4] za vojvodsko palačo v Mantovi po naročilu vojvode Federica I. Gonzage ali verjetneje, njegovega sina Francesca II.
Družina Gonzaga je izumrla po moški liniji, večji del njihove zbirke slik pa je leta 1629 prevzel Karel I. Angleški, ko ga je v Italiji zastopal flamski trgovec z umetninami, Daniel Nys. V zbirki so bila tudi dela Tiziana, Rafaela in Caravaggia. Slike so prispele leta 1630 v palačo Hampton Court, kjer so ostale do danes. Spodnja oranžerija je bila prvotno zgrajena za nastanitev večjih nežnih rastlin Marije II. Angleške. Izbrana je bila za prizorišče serije, kot znova ustvarja notranjost palače San Sebastiano v Mantovi v Italiji, kjer so bile slike od leta 1506 obešene v posebej zgrajeni galeriji. Slike so prikazane kot neprekinjen friz, ločen z majhnimi stebri.
Po usmrtitvi Karla I. leta 1649 so bile slike navedene v popisu in ocenjene na 1000 funtov (kar ustreza 130.000 funtov leta 2019); celotna pridobitev Gonzagov je stala 25.000 funtov (kar ustreza 4.810.000 funtov leta 2019). Oliver Cromwell se je vzdržal prodaje teh slik, skoraj edine med Karlovo zbirko, zaradi njihove slave in morda zato, ker so prikazovale generala, kot je bil on sam, ne pa monarha ali katoliške verske teme.

## Sprejem in vpliv
Cezarjevo zmagoslavje je Giorgio Vasari v svojem proslavljenem Življenju umetnikov označil za »najboljše, kar je Mantegna kdajkoli naslikal«. Hitro so postale izjemno slavne po vsej Evropi, predvsem s kopijami v tiskani obliki, katerih številne različice so bile narejene, začenši s sodobnim kompletom iz lastne delavnice Mantegne. Med letoma 1517 in 1519 je Hans Holbein mlajši z odtisi naslikal kopijo dela na devetih zunanjih ploščah hiše Hertenstein v Luzernu, ki je zdaj porušena. Andrea Aspertini (1558–1629) je v Mantovi delal odtise slik.

## Obnova v zgodnjem 20. stoletju
Slikar in kritik Roger Fry se je leta 1910 lotil restavracije Nosačev slik. To je odobril Lionel Cust, Keeper of the King's Pictures. Fry je odstranil tisto, kar je Louis Laguerre počel stoletje prej in enajst let delal in izklapljal skupaj s Paulom Nashom in Doro Carrington, da bi prebarval dele platna. Umetnostni zgodovinar Frances Spalding meni, da je Fry sprejel številne slabe umetniške in tehnične odločitve »in kar je najhuje, črnca so spremenili v kavkaščana«. Fry ni poskušal obnoviti nobene druge slike v seriji in je leta 1925 dejal, da so Nosači slik »ena izmed [njegovih] najbolj norih neumnosti«.

## Obnova v 1960-ih
Slike so se tako poslabšale, da so obiskovalci v 19. stoletju obžalovali njihovo stanje. V 1960-ih so na vseh platnih, razen na sedmem, izvedli skrbno restavriranje, da bi razkrili originalno barvo, kjer prejšnji restavratorji niso pustili sledi. Čeprav so zdaj zgolj sence Mantegnovih cinquecento slik, še vedno dajejo močan vtis epske veličine. Po besedah Anthonyja Blunta, ki je kot nadzornik kraljičinih slik nadzoroval obnovo, »so zmagoslavje morda ruševina, a plemenita, plemenita kot tista iz starega Rima, ki jih je Mantegna tako globoko občudoval.«
Umetnostni kritik Tom Lubbock je o restavriranih slikah te imenoval »utelešenje renesančne umetnosti v službi državne moči - v njih je močan občutek neizprosne povorke - gledalca navdušuje z neizčrpno količino razpoložljive moči in ropanja«.
Serija je zdaj zaradi varstvenih razlogov javnosti prikazana pod slabo električno razsvetljavo.
Kopije slik je v začetku 17. stoletja izdelal Ludovico Dondi.

## Novo odkrita risbaCezarjevega zmagoslavja
Novo odkrita risba je bila prodana za 11,65 milijona ameriških dolarjev v Sotheby's New York. Označuje najdražjo risbo starega mojstra, prodano v ZDA. Risba, preden je bila ponovno dodeljena italijanskemu renesančnemu mojstru, se je prvič pojavila na majhni dražbi v Nemčiji in je bila prodana za manj kot 1000 ameriških dolarjev. Delo je bilo znanstvenikom popolnoma nepoznano do vključitve na razstavo Mantegna in Bellini v Londonu in Berlinu. Pritegnila je pozornost italijanskega strokovnjaka na oddelku za risanje starih mojstrov Sotheby's. Povedal je: »S pregledom pod posebno filtrirano infrardečo svetlobo smo lahko zaznali skrito figuro Heliosa in razkrili veliko spremembo v sestavi, ki dokazuje avtorstvo Mantegne. Ta sprememba je dejansko opredelila njegov celoten pristop do končne slike, ki jo vidimo danes.«

## Galerija
- Nosači praporov
- Nosači trofej in zlata
- Sloni
- Nosači prsnih oklepov
- Ujetniki
- Glasbeniki
- Julij Cezar
- Senatorji, zgodnja tiskana različica
- Brezplačni izvod Rubensa in Erazma Quellinusa II